# Miranda, Isernia
Miranda är en ort och kommun i provinsen Isernia i regionen Molise i Italien. Kommunen hade 1 011 invånare (2018).